# 牛尾海海岸公園
牛尾海海岸公園是香港一個倡議中的海岸公園，位於新界西貢區清水灣半島東部牛尾海，佔地1,000公頃。該海岸公園的籌備及計劃工作現已停止。

## 歷史
2001年，漁農自然護理署展開研究在西貢牛尾海一帶設立海岸公園的可行性，範圍包括浪茄、橋嘴島及果洲群島等。惟西貢東面是潛水的熱門地點，因此在劃入海岸公園時，需要科學數據資料分析，因此漁農自然護理署決定先進行研究探討。然而，政府已於2012停止設立牛尾海海岸公園的相關籌備工作，並於2013年預算案《政府一般收入帳目》的漁農自然護理署總目內備註。